# Фетисов, Антонин Иванович
Антонин Иванович Фетисов (12 ноября 1891, Одоев — 21 ноября 1979, Москва) — советский математик и педагог, автор методических книг и учебников.

## Биография
Родился в г. Одоеве Тульской губернии 12 ноября 1891 года в семье письмоводителя городской управы и учительницы. 
Без чьей-либо помощи в пятнадцатилетнем возрасте изучил французский язык. 
Конспектируя для собственного удовольствия книги по математике, придумал оригинальную систему стенографии, которой пользовался в течение всей жизни.
Окончил Одоевское городское училище (1905) и Богородицкое сельскохозяйственное училище (1912), после чего год проработал в там же помощником преподавателя и наблюдателем метрологической станции; уволен за участие в школьной забастовке и помощь в издании нелегального журнала. Учась в сельскохозяйственном училище, перерешал все задачи из двухтомного учебника геометрии Адамара, тогда ещё не переведённого с французского языка.
Заведовал Николо-Жупанской сельскохозяйственной школой в Черниговской губернии (1914—1916), где преподавал растениеводство, анатомию и физиологию растений, химию, астрономию и математику. Был командирован на сенопрессовальный завод в прифронтовую полосу на заготовки сена для армии, где находился до 1919 года. Возвратившись в Одоев, преподавал в сельскохозяйственной школе (до 1925) и школе II ступени (до 1929).
В 1928 г. в возрасте 37 лет сдал экстерном экзамены за весь курс обучения физико-математического факультета МГУ. Тему дипломной работы ему дал академик Н. Н. Лузин.
Защитив диплом по специальности «чистая математика», в скором времени переехал в Москву, где преподавал в московских учебных заведениях: в школе № 59 Киевского района (1935—1941), на физмате и мехмате МГУ (1937—1941, 1946—1954; читал курс методики математики), в Институте школ РСФСР, в Московском городском институте усовершенствования учителей. Состоял научным сотрудником кабинета математики Государственного НИИ школ Наркомпроса (1937—1941), в годы войны преподавал математику в Артиллерийской школе г. Москвы
В 1945 году был приглашен В. Л. Гончаровым на работу в сектор методики математики НИИ методов обучения АПН РСФСР (где работал до 1970 года). В возрасте 55 лет защитил кандидатскую диссертацию.
Приходил по приглашению С. И. Шварцбурда провести урок в 444 школе по материалам своего учебника геометрии.
Выступал за перестройку школьного курса геометрии на основе идеи движения; в этом ключе им был написан учебник, призванный заменить учебник А. П. Киселёва, однако книга была признана непригодной.

## Публикации
- В 1940 г. в журнале «Математика в школе» появились статьи А.И. Фетисова: «О преподавании геометрии в средней школе» и «Геометрические преобразования».
- Фетисов А. И. Опыт преподавания геометрии в средней школе. – 1946.
- Петровский И. Г., Фетисов А. И. Десятая математическая олимпиада учащихся средних школ г. Москвы //Успехи математических наук. – 1947. – Т. 2. – №. 6 (22. – С. 243-247.
- Фетисов А. И. О доказательстве в геометрии. – 1954.
  - переведена на польский, болгарский, английский, немецкий и французский языки.
- Гибш И. А., Семушин А. Д., Фетисов А. И. Развитие логического мышления учащихся в процессе преподавания математики в средней школе: пособие для учителей. – Гос. учебно-педагогическое изд-во Министерства просвещения РСФСР, 1958.
- Фетисов А. И. Внеклассная работа по математике //Известия АПН РСФСР. – 1958. – №. 92. – С. 256.
- Фетисов А.И. Геометрия. Учебное пособие по программе старших классов.. — М.: Издательство Академии педагогических наук РСФСР, 1963.
- Фетисов А. И. Очерки по евклидовой и неевклидовой геометрии. – 1965.
- Фетисов А. И. Геометрия в задачах. – 1977.